# Fièvre pappataci
 Mise en garde médicale
La fièvre pappataci, ou fièvre à phlébotomes est une arbovirose, due à un virus du type de celui responsable de la dengue, ayant l'homme pour réservoir de virus et Phlebotomus papatasi pour hôte intermédiaire et vecteur.

## Distribution géographique et importance

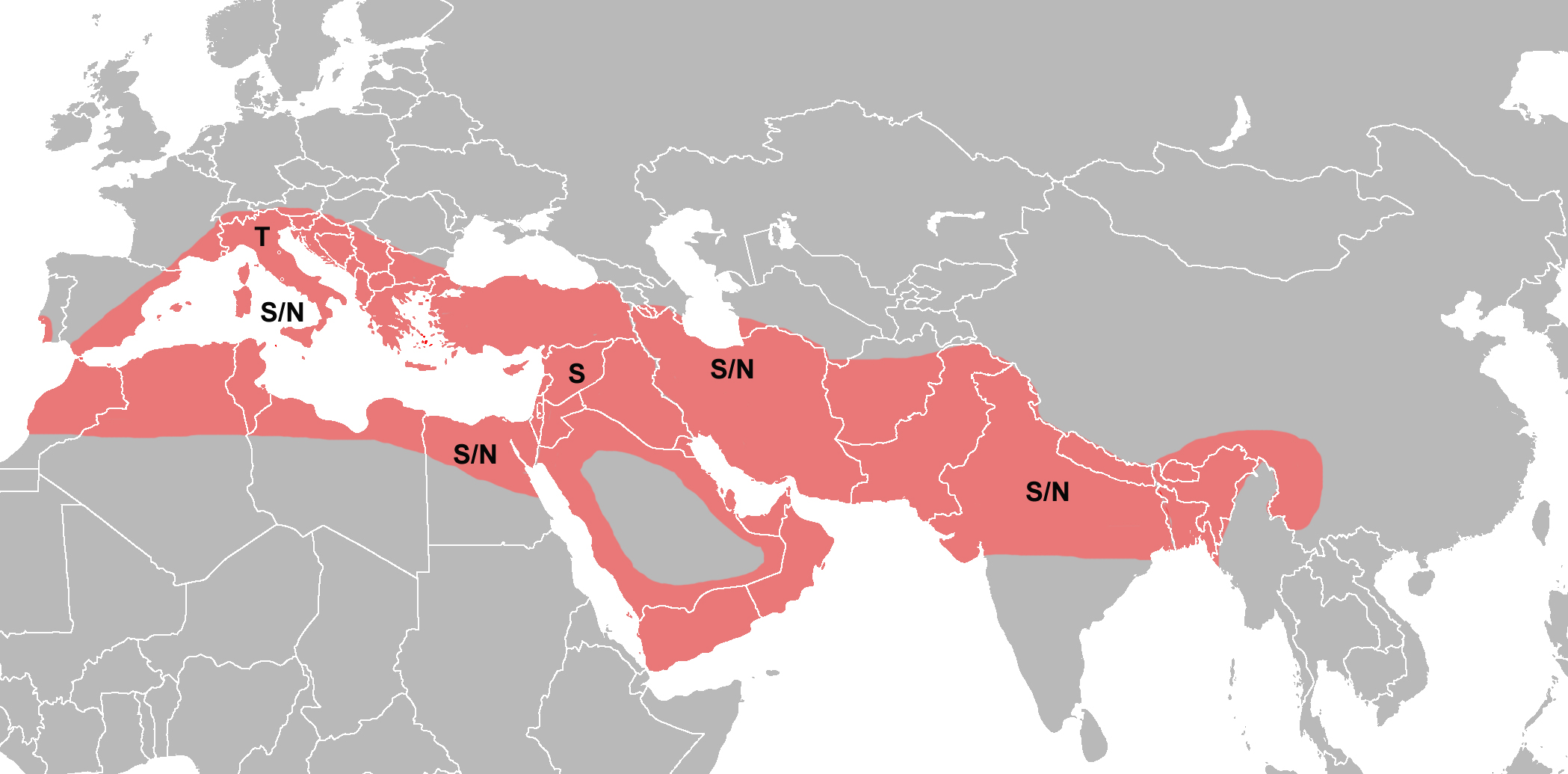
Distribution géographique des serotypes: N = Naples, T = Toscane, S = Sicile.

Elle est rencontrée en pratique dans l'aire de peuplement de Phlebotomus papatasi : sud de l'Europe, Moyen-Orient et bassin méditerranéen.
Son importance est réduite du fait de sa bénignité et de sa courte durée (« fièvre des trois jours »). Elle ne confère d'ailleurs qu'une immunité éphémère.

## Clinique
Après l'incubation muette de 5 jours et l'invasion très brutale, le tableau est celui d'une dengue réduite à son premier épisode fébrile de 3 jours :
- fièvre à 39-40 °C, irrégulière et avec pouls dissocié ;
- visage congestionné et peau brûlante, couverte de sueurs ;
- céphalées atroces et arthro-myalgies. Il n'y a pas d'exanthème.

Puis la fièvre tombe brusquement pour ne plus remonter. Le malade est guéri mais présente une asthénie durable et marquée avec, parfois, des épisodes psychasthéniques pouvant aboutir à des tentatives de suicide.

## Diagnostic
En pays d'endémie, le diagnostic est classique. Dans les zones où la maladie apparaît sporadiquement, elle est souvent confondue avec un épisode grippal.

## Traitement
Il n'y a pas de traitement spécifique. La vitamine C hâterait la convalescence.